# Langenenslingen
Langenenslingen är en kommun i Landkreis Biberach i det tyska förbundslandet Baden-Württemberg. Kommunen består av ortsdelarna (tyska Ortsteile) Langenenslingen, Andelfingen, Billafingen, Dürrenwaldstetten, Egelfingen, Emerfeld, Friedingen, Ittenhausen och Wilflingen. Folkmängden uppgår till cirka 3 600 invånare, på en yta av 88,33 kvadratkilometer.
Kommunen ingår i kommunalförbundet Riedlingen tillsammans med staden Riedlingen och kommunerna Altheim, Dürmentingen, Ertingen, Unlingen och Uttenweiler.

## Befolkningsutveckling
| Befolkningsutvecklingen i Langenenslingen 1975–2015 | Befolkningsutvecklingen i Langenenslingen 1975–2015 | Befolkningsutvecklingen i Langenenslingen 1975–2015 | Befolkningsutvecklingen i Langenenslingen 1975–2015 | Befolkningsutvecklingen i Langenenslingen 1975–2015 |
| --------------------------------------------------- | --------------------------------------------------- | --------------------------------------------------- | --------------------------------------------------- | --------------------------------------------------- |
|                                                     |                                                     |                                                     |                                                     |                                                     |
| År                                                  |                                                     |                                                     | Folkmängd                                           | Areal (ha)                                          |
| 1975                                                | 1975                                                |                                                     | 3 228                                               | 8 848                                               |
| 1980                                                | 1980                                                |                                                     | 3 057                                               | 8 847                                               |
| 1985                                                | 1985                                                |                                                     | 3 021                                               | 8 844                                               |
| 1990                                                | 1990                                                |                                                     | 3 130                                               | 8 842                                               |
| 1995                                                | 1995                                                |                                                     | 3 556                                               |                                                     |
| 2000                                                | 2000                                                |                                                     | 3 540                                               | 8 841                                               |
| 2005                                                | 2005                                                |                                                     | 3 568                                               | 8 840                                               |
| 2010                                                | 2010                                                |                                                     | 3 560                                               | 8 837                                               |
| 2015                                                | 2015                                                |                                                     | 3 464                                               |                                                     |
|                                                     |                                                     |                                                     |                                                     |                                                     |